# Monastère Saint-Alexandre-de-Svir
Le monastère Saint-Alexandre-de-Svir ou Alexandre-Svirski (en russe : Александро-Свирский монастырь / Alexandro-Svirskij monastyr') est un monastère orthodoxe de l'oblast de Léningrad, en Russie, près de Lodeïnoïe Pole.

## Histoire

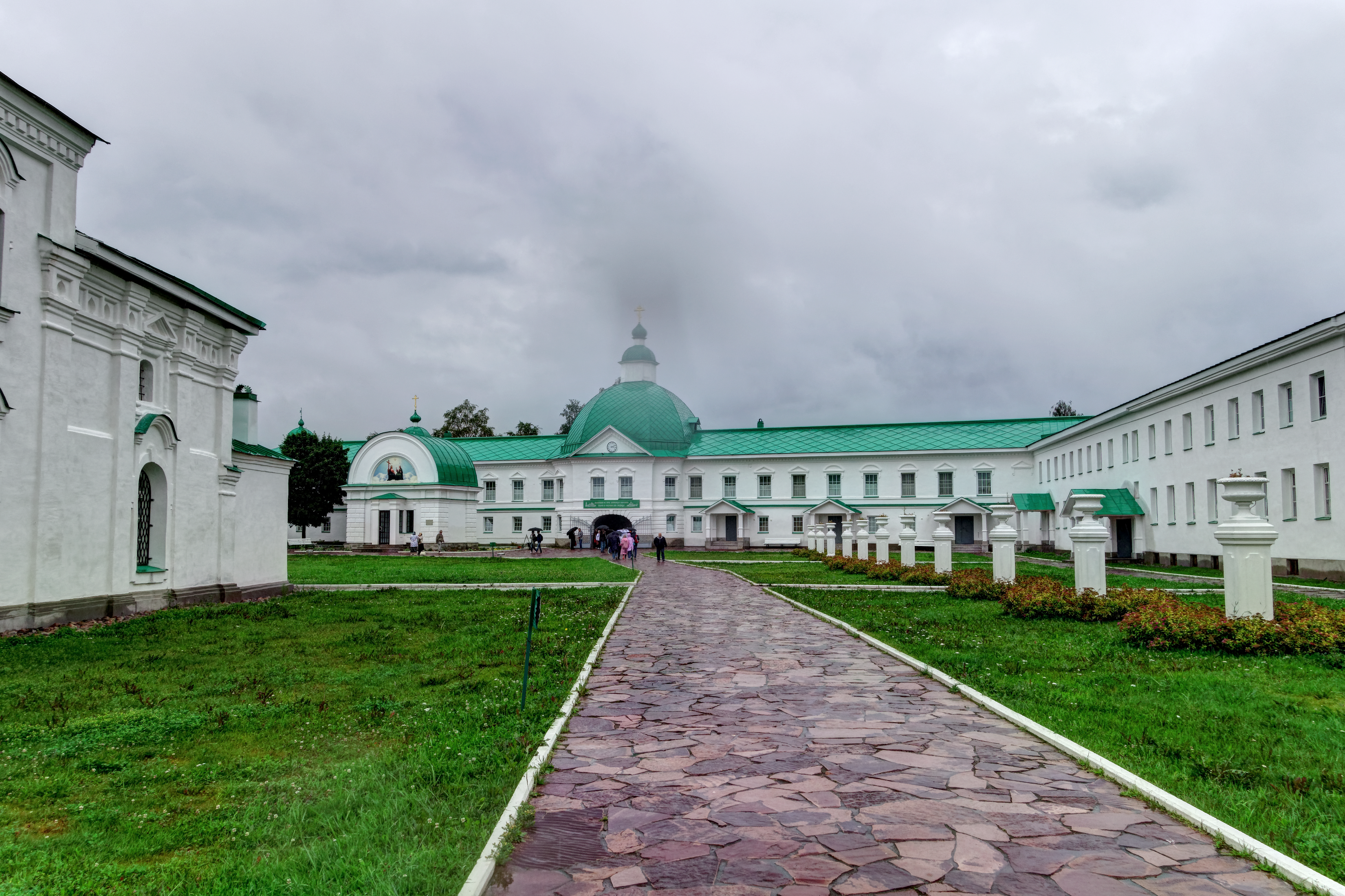
Intérieur du monastère.

Le monastère est fondé à la fin du XVe siècle par un moine venu du monastère de Valaam (et ultérieurement canonisé), Saint Alexandre de Svir,. À partir du XVIIe siècle, le monastère devient un centre religieux important en Russie.
À l'époque du Temps des troubles, le monastère fait l'objet d'attaques fréquentes des troupes polono-lituaniennes. En 1612 et 1613, celles-ci ravagent le monastère, brûlent les églises et tuent des moines. 
Le monastère est restauré par le Tsar Michel Ier, qui en est un fidèle soutien jusqu'à sa mort en 1645. De 1764 à 1784, le monastère est le siège de l'éparchie d'Olonets et de Kargopol.
À la suite de la révolution d'octobre 1917, les moines sont tués et le monastère est fermé sur ordre des nouvelles autorités bolchéviques. Celles-ci l'utilisent ultérieurement comme goulag, puis comme asile psychiatrique. 
L'ensemble du monastère est rendu à l'Église orthodoxe russe en août 1997.

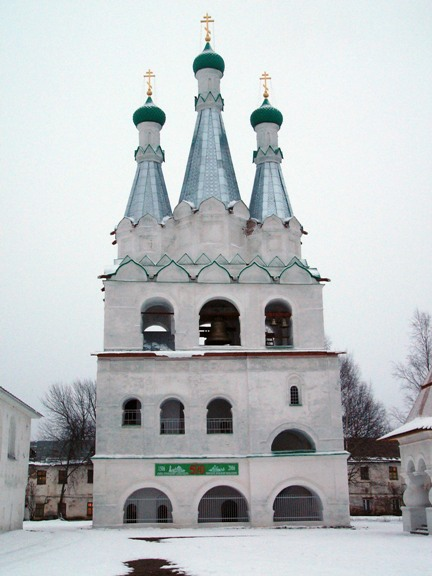
Clocher
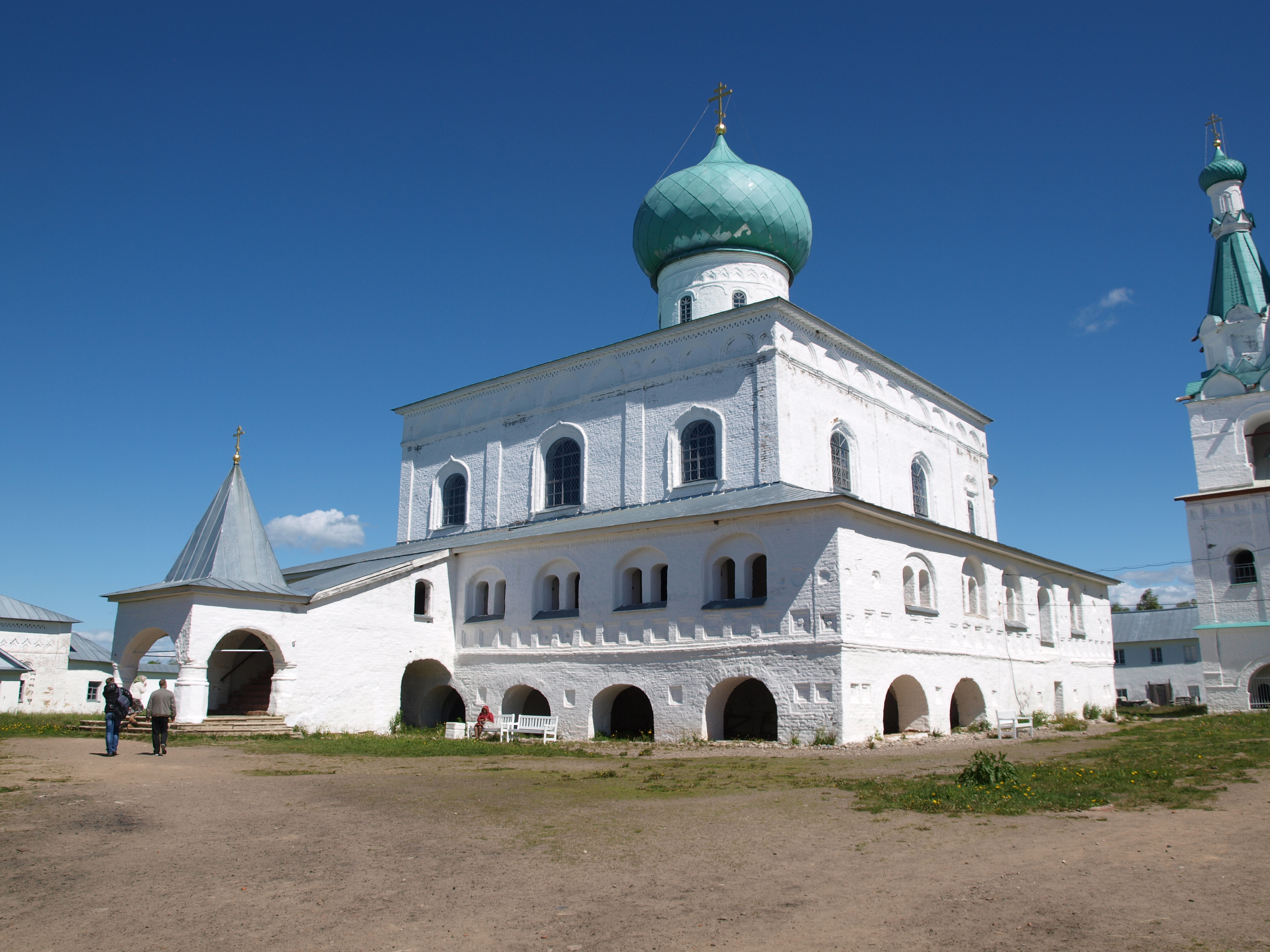
Église de la Trinité
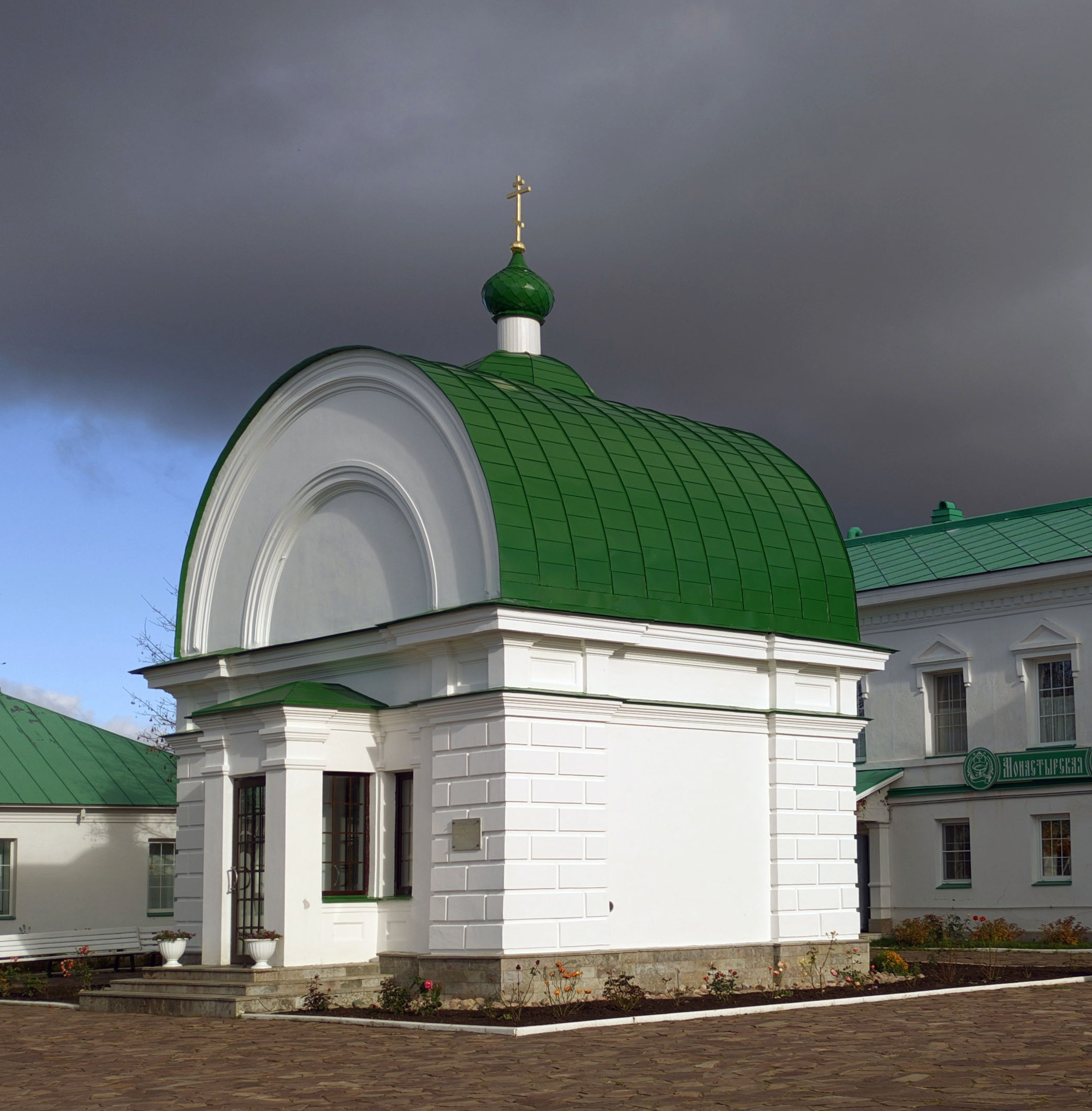
Chapelle de la Trinité à l'emplacement où la Sainte Trinité apparut à Alexandre de Svir.
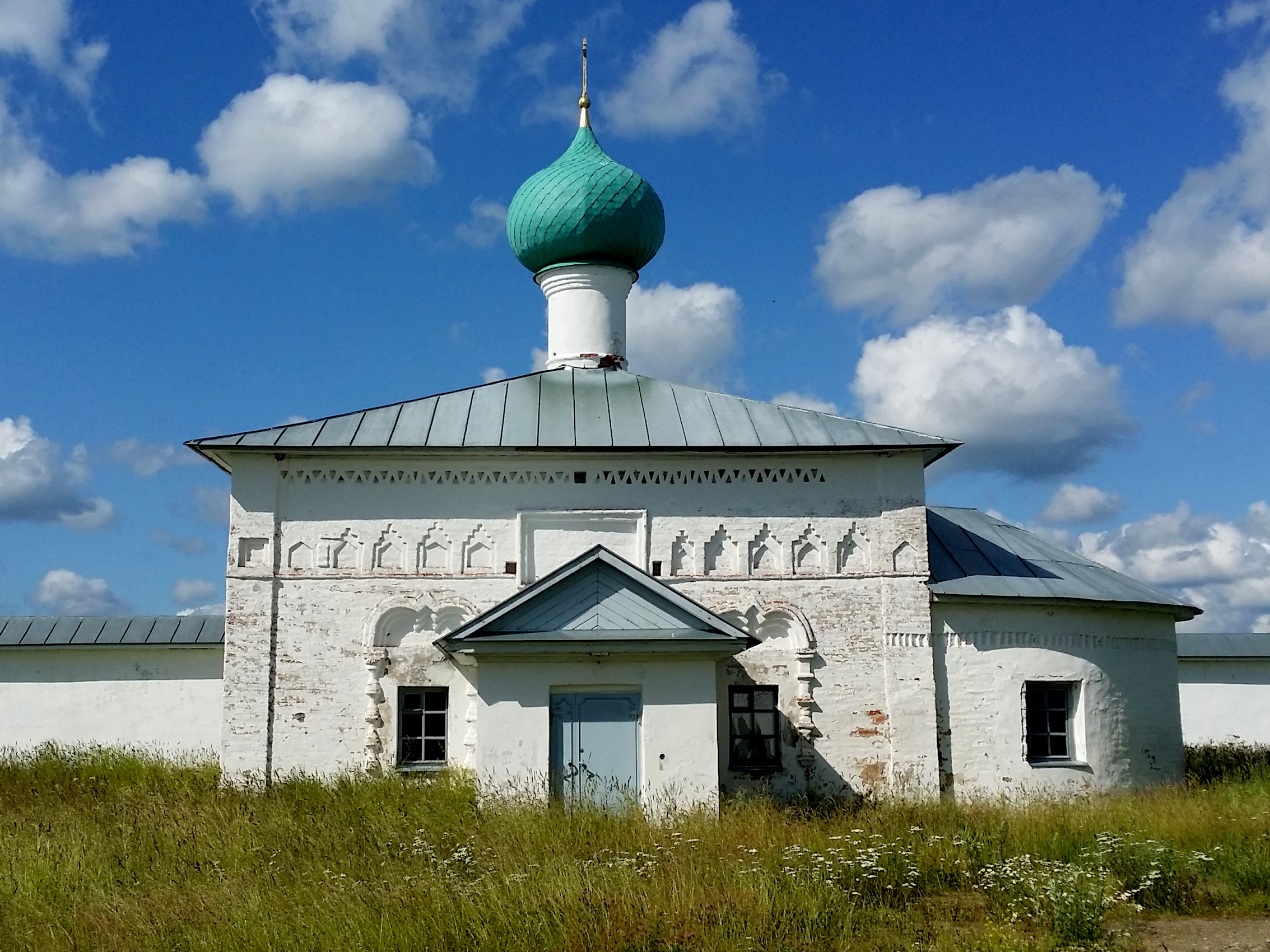
Église Saint-Jean-Damascène
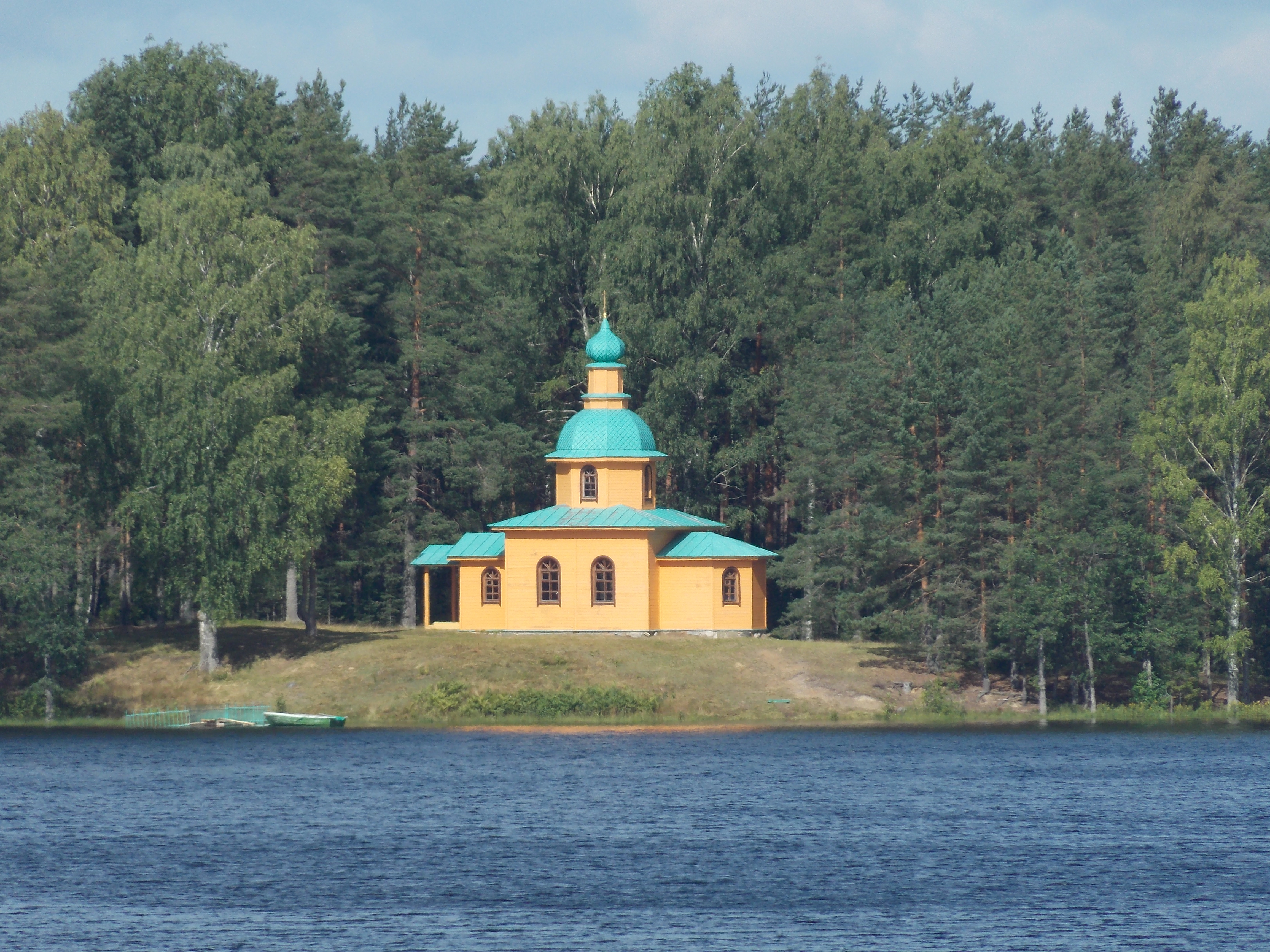
Skite Saint-Pantaléon
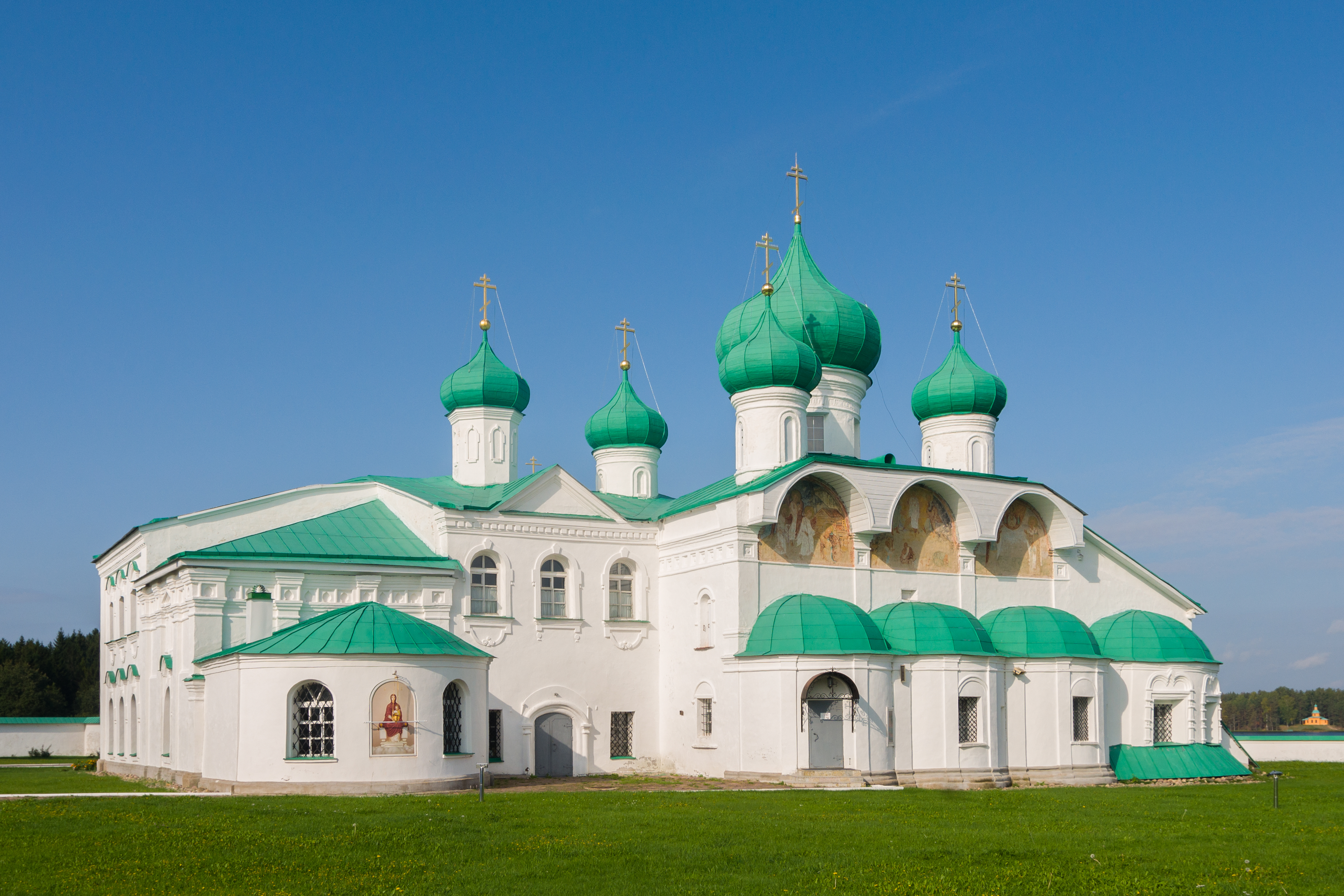
Collégiale de la Transfiguration et église Saint-Zacharie avec la bibliothèque
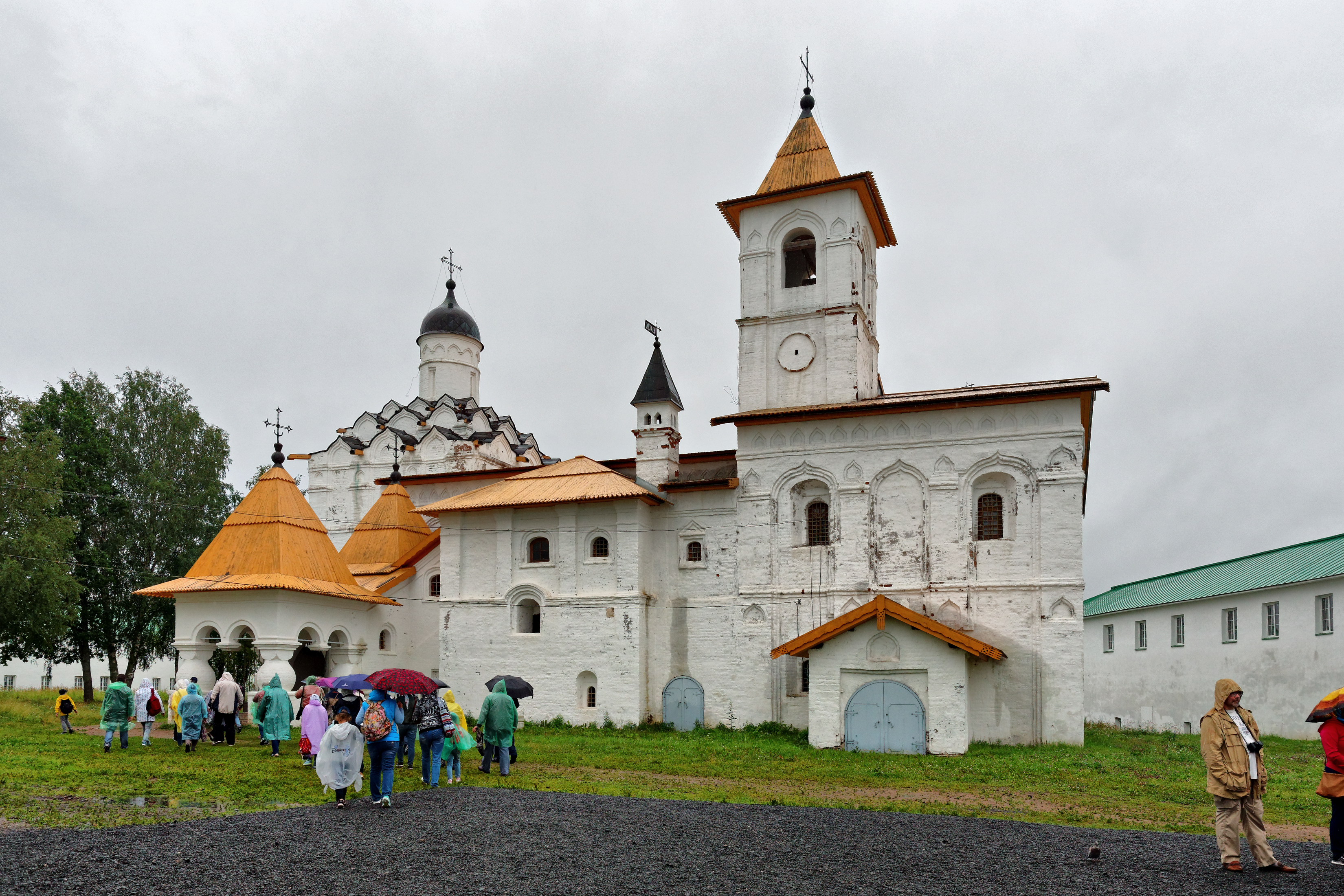
Église de l'Intercession avec le réfectoire
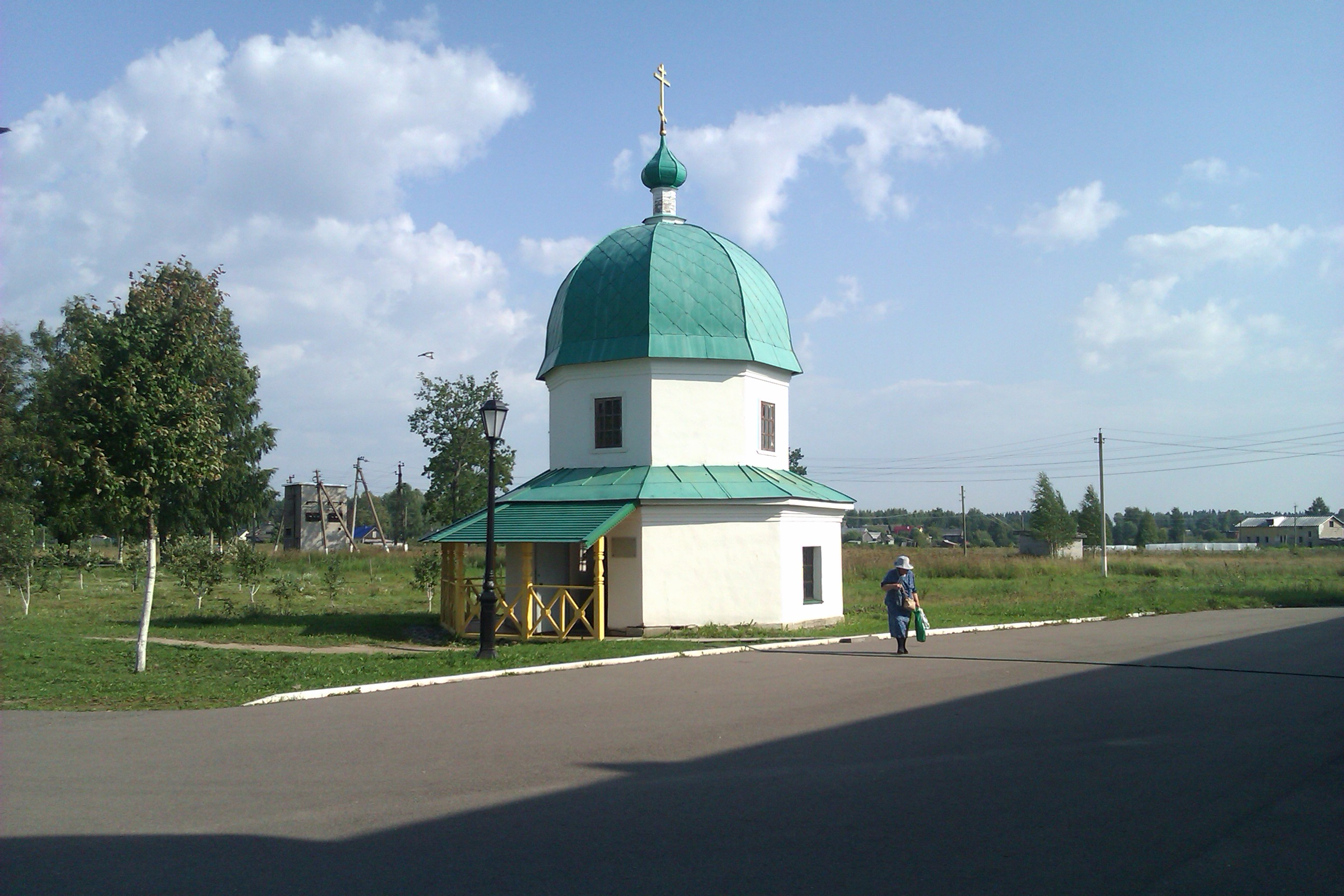
Chapelle sur le puits

## Notes et références

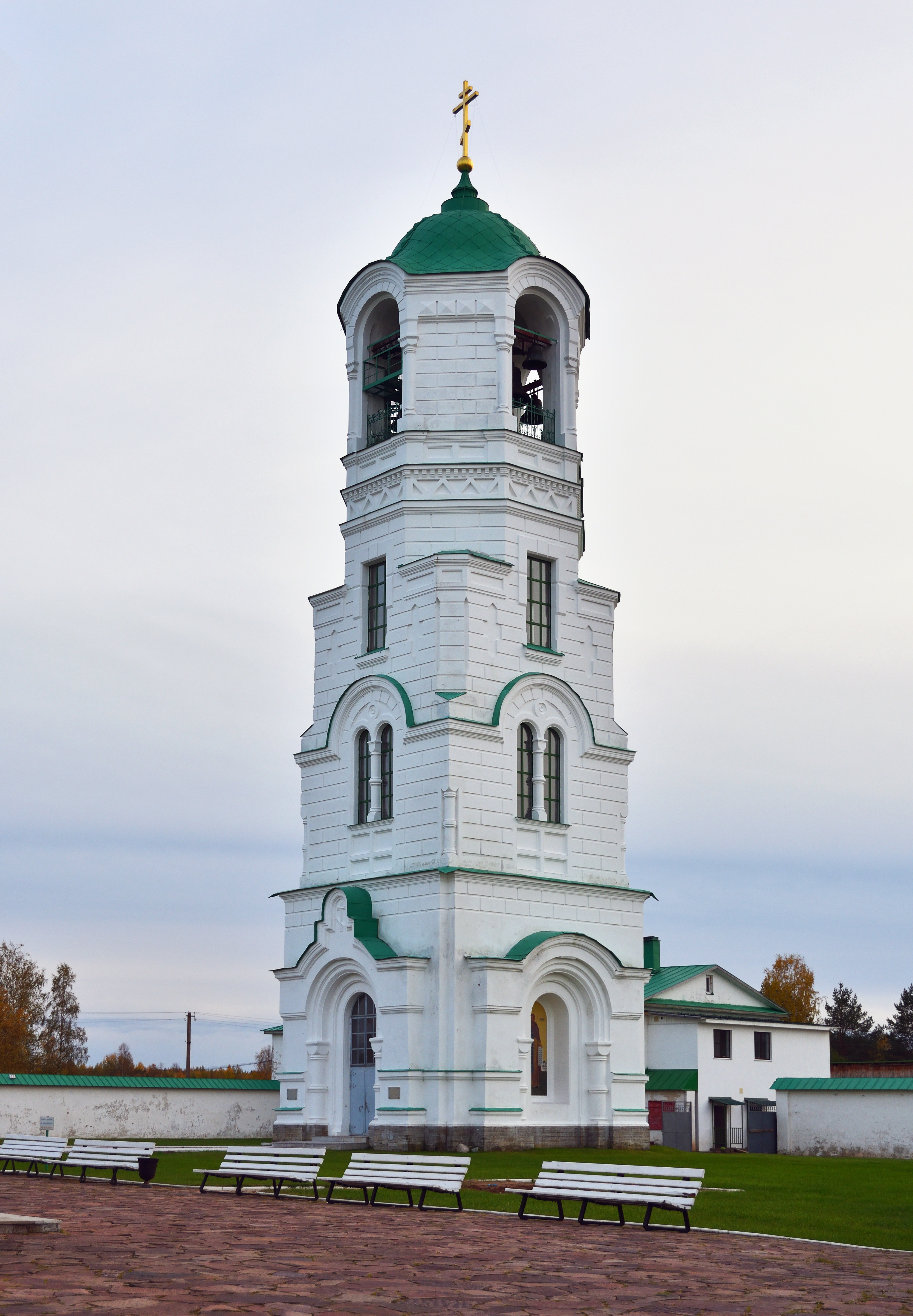
Clocher de la collégiale de la Transfiguration.